# Ankaraobato
Ankaraobato é uma comuna de Madagascar, pertencente ao distrito de Antananarivo-Atsimondrano, na região de Analamanga. Sua população, segundo o censo de 2001, era de 20 521 habitantes.